# De Dietrich 12 CV
De Dietrich 12 CV ist die Bezeichnung für mehrere Pkw-Modelle von der Société de Dietrich et Cie de Lunéville in Frankreich. CV ist ein Hinweis auf Cheval fiscal, der damaligen steuerlichen Einstufung in Frankreich.

## Die Modelle im Einzelnen
- De Dietrich 12 CV von 1899 bis 1901
- De Dietrich Type H von 1902 bis 1903
- De Dietrich Type SH von 1904